# Alain Gallopin
Pour les articles homonymes, voir Galopin.
Alain Gallopin, né le 23 mai 1957 à Mondonville-Saint-Jean (Eure-et-Loir), est un directeur sportif de l'équipe cycliste Trek-Segafredo.

## Biographie
La famille Gallopin baigne dans le cyclisme depuis qu'André, grand frère d’Alain et couvreur à l’âge de 14 ans, tombe d’un toit et se brise la hanche. La famille acquiert son premier vélo car il doit en faire pour sa rééducation. Des cinq frères Gallopin (Gérard, André, Joël, Guy et le cadet Alain), trois ont eu une carrière professionnelle.
Alain Gallopin a été coureur professionnel pendant trois mois, en 1982. Il est victime d'un grave accident lors du Circuit de la Sarthe 1982, lui causant une fracture temporo-pariétale, un éclatement de l'oreille interne et de gros problèmes d'équilibre. Ne pouvant plus tenir debout, il doit mettre un terme à sa carrière.
Il poursuit des études de kinésithérapie pendant sa période de convalescence afin de pouvoir réintégrer le milieu sportif autrement. Diplôme en poche, il travaille pour différentes équipes cyclistes, notamment italiennes. Il est le masseur personnel de Laurent Fignon, champion qu'il rencontre au Bataillon de Joinville et qu'il accompagne au cours de sa carrière et avec lequel il lie une amitié très forte.
En 1994, il commence à assurer les fonctions de directeur sportif au sein de l'équipe Catavana-AS Corbeil-Essonnes-Cedico. En 1997, il devient directeur sportif adjoint de l'équipe La Française des jeux. Après quelques années, il continue sa carrière dans des équipes étrangères : d'abord américaine avec l'équipe Mercury, puis allemande avec l'équipe Coast devenue l'équipe Bianchi lors de l'été 2003 avec Jan Ullrich.
En 2004, il intègre l'équipe danoise CSC. C'est dans cette équipe qu'il réalise « l'un des grands coups de sa carrière », sur Paris-Nice 2004, en réalisant un coup de bordure qui va permettre la victoire de Jörg Jaksche sur l'épreuve. Par la suite, il dirige notamment Andy Schleck sur le Tour d'Italie 2007.
En 2008, il est appelé au poste de directeur sportif général de l'équipe Astana par Johan Bruyneel, ancien directeur du septuple vainqueur du Tour de France Lance Armstrong. En 2010 et 2011, il officie sous les couleurs de l'équipe américaine RadioShack formée autour de Lance Armstrong et dirigée par Johan Bruyneel. Celle-ci fusionne en 2012 avec l'équipe Leopard-Trek, qui devient RadioShack-Nissan, avec pour leaders Fränk et Andy Schleck. Tony Gallopin, neveu d'Alain Gallopin, est recruté par cette équipe. Alain Gallopin la dirige notamment lors du Tour de France 2012.
Parmi ses quatre frères, deux ont également été coureurs professionnels : Joël et Guy.
Son nom est cité dans une enquête de Mediapart concernant un système d'évasion fiscale existant entre 2008 et 2014 permettant à des coureurs d'optimiser leurs revenus grâce à des sociétés basées dans des paradis fiscaux.

## Palmarès
- Amateur
  - 1973-1981 : 25 victoires

- 1980
  - 2e étape du Tour d'Île-de-France

- 1981
  -  Champion de France du contre-la-montre par équipes (avec Pascal Jules, Fabien De Vooght et Laurent Fignon)
  - Grand Prix de la Boucherie
  - Paris-Mantes
  - Paris-Vailly